# Place Benjamin-Zix
La place Benjamin-Zix est une place de Strasbourg, située dans le quartier de la Petite France.

## Localisation
La place se situe dans le quartier de la Petite France, qui est englobé dans le quartier Centre-Gare. Elle se trouve en bordure de l'Ill, entre l'écluse de la Petite France et le pont pivotant du Faisan.
La rue du Bain-aux-Plantes, la petite rue des Dentelles, la rue des Dentelles et la rue du Fossé-des-Tanneurs débouchent sur la place. Elle mesure 50 m de longueur entre les rues du Bain-aux-Plantes et des Dentelles et 25 m dans sa partie la plus large, entre la petite rue des Dentelles et l'Ill.

## Historique

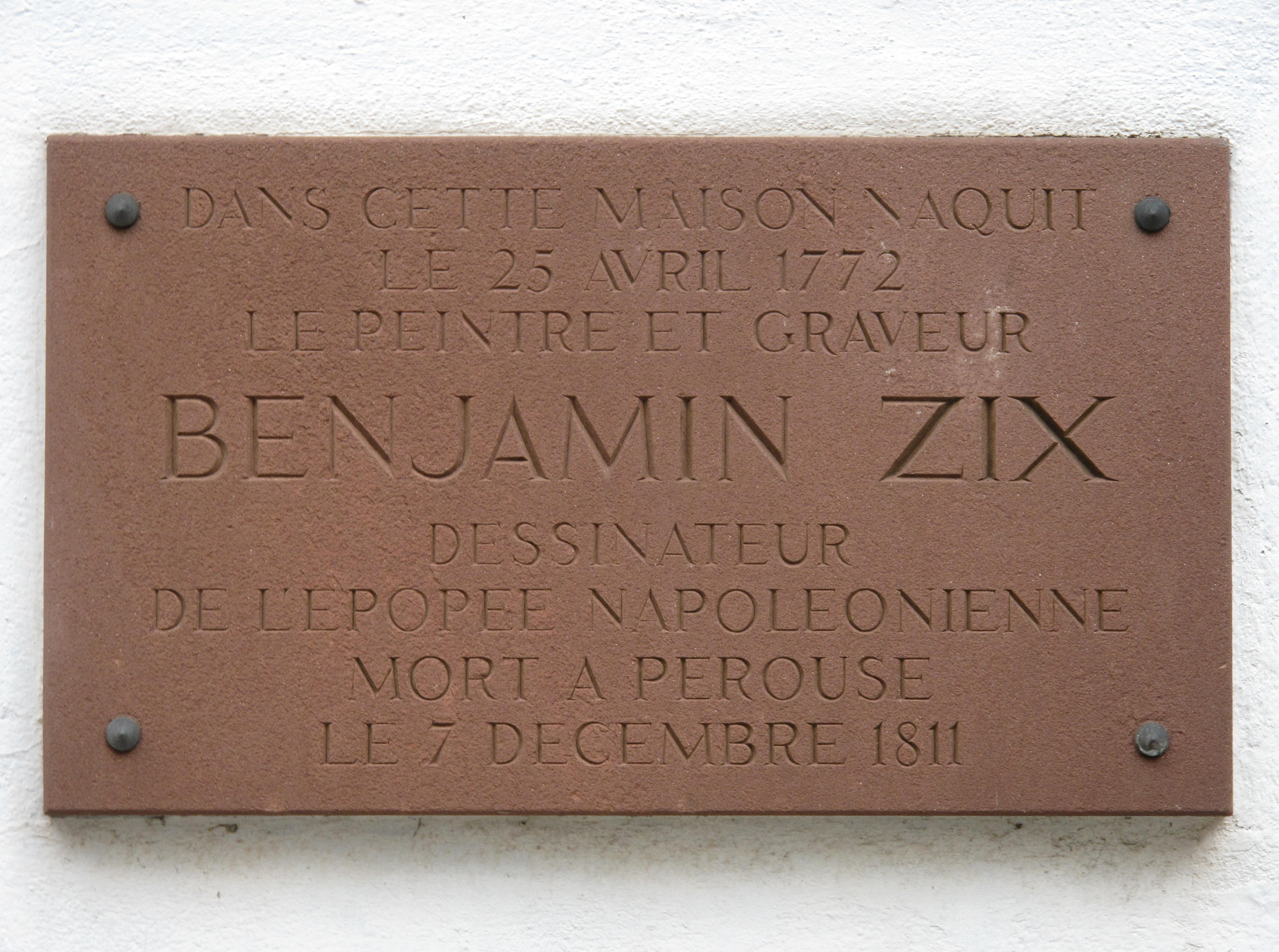
Plaque apposée sur la maison natale de Benjamin Zix, rue des Moulins à Strasbourg.

Elle doit son nom à Benjamin Zix, peintre et sculpteur, né à Strasbourg au XVIIIe siècle, dans une maison située rue des Moulins, à proximité immédiate de la place.

## Bâtiments remarquables
- La Maison des Tanneurs, construite en 1572, est une ancienne tannerie transformée en restaurant en 1949 et rénovée en 1972 à l'occasion du 4e centenaire[1]. Elle est située 42 rue du Bain-aux-Plantes et donne sur la place.
- Le Temple de Sion est situé au no 1 de la place.

## Distinctions
La place apparaît dans une sélection des 18 plus belles places de France du magazine Détours en France. Elle y apparaît en compagnie de la Place Kléber.